# Öllösa masugn

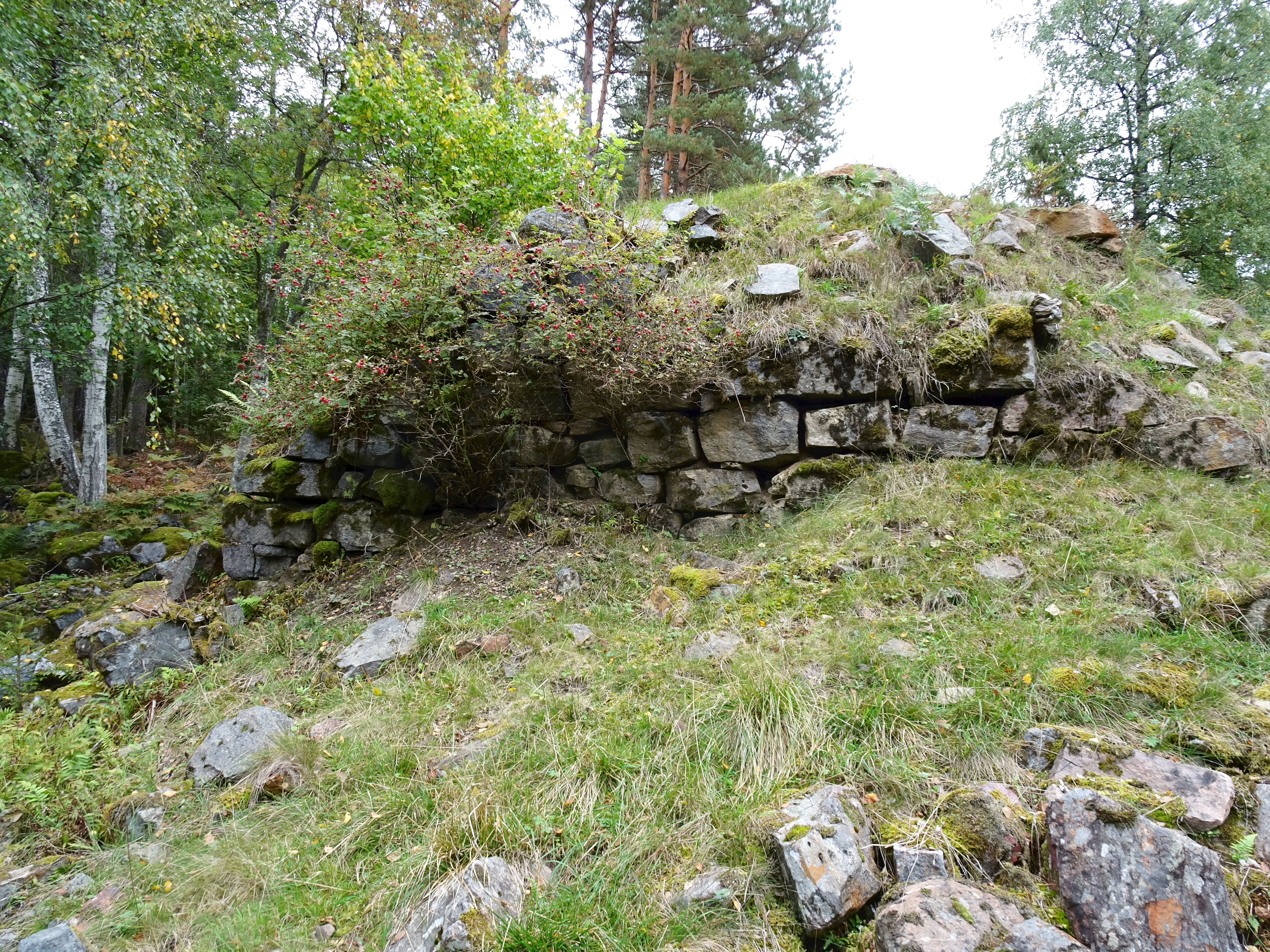
Ruinen efter Öllösa masugn, 2017.

Öllösa masugn och Öllösa bruk ligger i Gryts socken i Gnesta kommun, Södermanlands län. Masugnen vid Öllösa var en av Sveriges första vallonmasugnar uppförd helt i sten på 1630-talet. Anläggningen är den hittills största kända 1600-talsmasugnen i Södermanland. Vid Öllösa tillverkades tackjärn, järngrytor och kanonkulor. Öllösa bruk är ett av besöksmålen för ekomuseet Åkers bergslag. Strax söder om masugnsruinen ligger naturreservatet Igelsjöskogen.

## Bakgrund

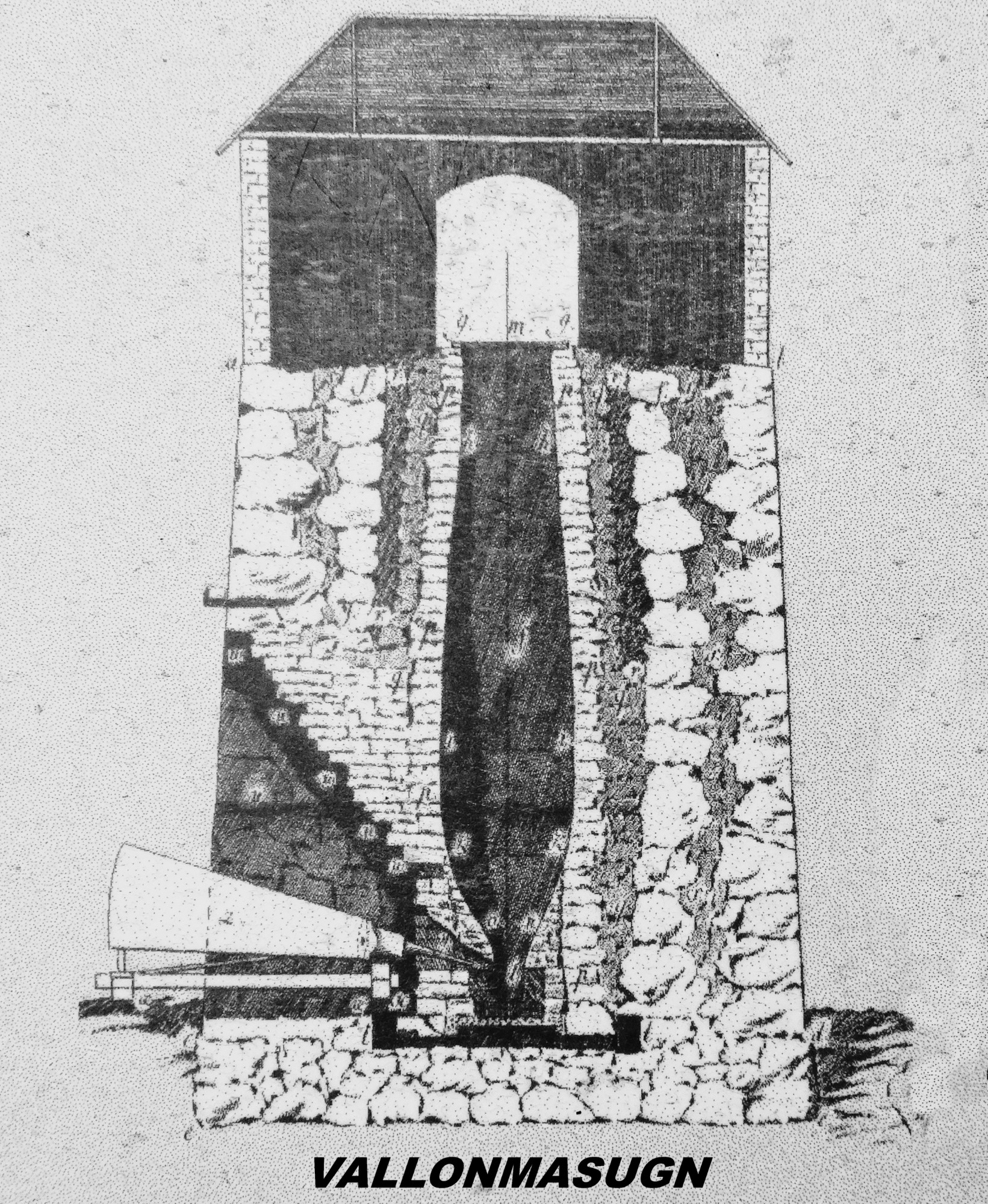
Sektion genom en Vallonmasugn av samma typ som fanns vid Öllösa, enligt Sven Rinman.

Vallonmasugnen i Öllösa anlades av den vallonske affärsmannen och arkitekten Gerard de Besche år 1633. Byggherren för järnbruket var Johan Pontusson De la Gardie, som även omkring 1633 lät uppföra sin sätesgård vid Öllösa. Louis De Geer var delägare i Öllösa bruk, och den från Tyskland invandrade Herman tor Smede (Tersmeden, 1610–1667) var anställd som förvaltare  vid bruket. Järnbruket var utarrenderat efter 1640 till stockholmsborgaren och affärsmannen Georg von Emmersen (död 1641) som ägde närbelägna Björndammens masugn i Dunkers socken.

## Brukets historik
Den viktigaste skillnaden mellan de tidigare mulltimmerhyttorna och de nya vallonmasugnarna som introducerades under 1600-talet var att masugnspipan i de senare var byggd helt i sten. Vallonmasugnen i Öllösa, eller Olosa som det då kallades, uppfördes vid utloppet till Kvarnsjön. Bäcken som avvattnar Kvarnsjön till Övre Gällringen hade ett fall på sju meter som kunde ge tillräcklig med vattenkraft för att driva blåsbälgen för blästerluften. Lite längre nedströms låg brukets hammarsmedja (RAÄ-nummer Gryt 209:1).
Redan 1647 eller 1649 lades driften ner, främst på grund av brist på malm och vattenkraft. Enligt Sörmlands museum förefaller tidangivelsen osannolik eftersom de många tusental lass masugnsslagg vittnar om en aktiv period på cirka 40 till 50 år. Enligt bevarade mantalslängder fanns ungefär 20 arbetare med sina familjer vid Öllösa bruk.

## Området idag
Sedan nedläggningen har inget hänt här utom att naturen långsamt tagit över och förvandlar hyttan till ruinhögar. Idag omfattar lämningen ett område om 100x90 meter med hyttruin, slagghögar och en dammvall. Själva hyttruinerna är cirka fyra till fem meter höga och sju meter i kvadrat. Lämningen är ett skyddat fornminne med RAÄ-nummer Gryt 178:1. Av hammarområdet återstår idag hammargrunden på 10x8 meter ett kolupplag och diverse slagghögar. Med tanke på att det inte finns några vallonmasugnar från 1600-talet kvar i ursprungsländerna Belgien och Frankrike, så är masugnsruinen vid Öllösa den enda av sin typ i världen.

## Bilder

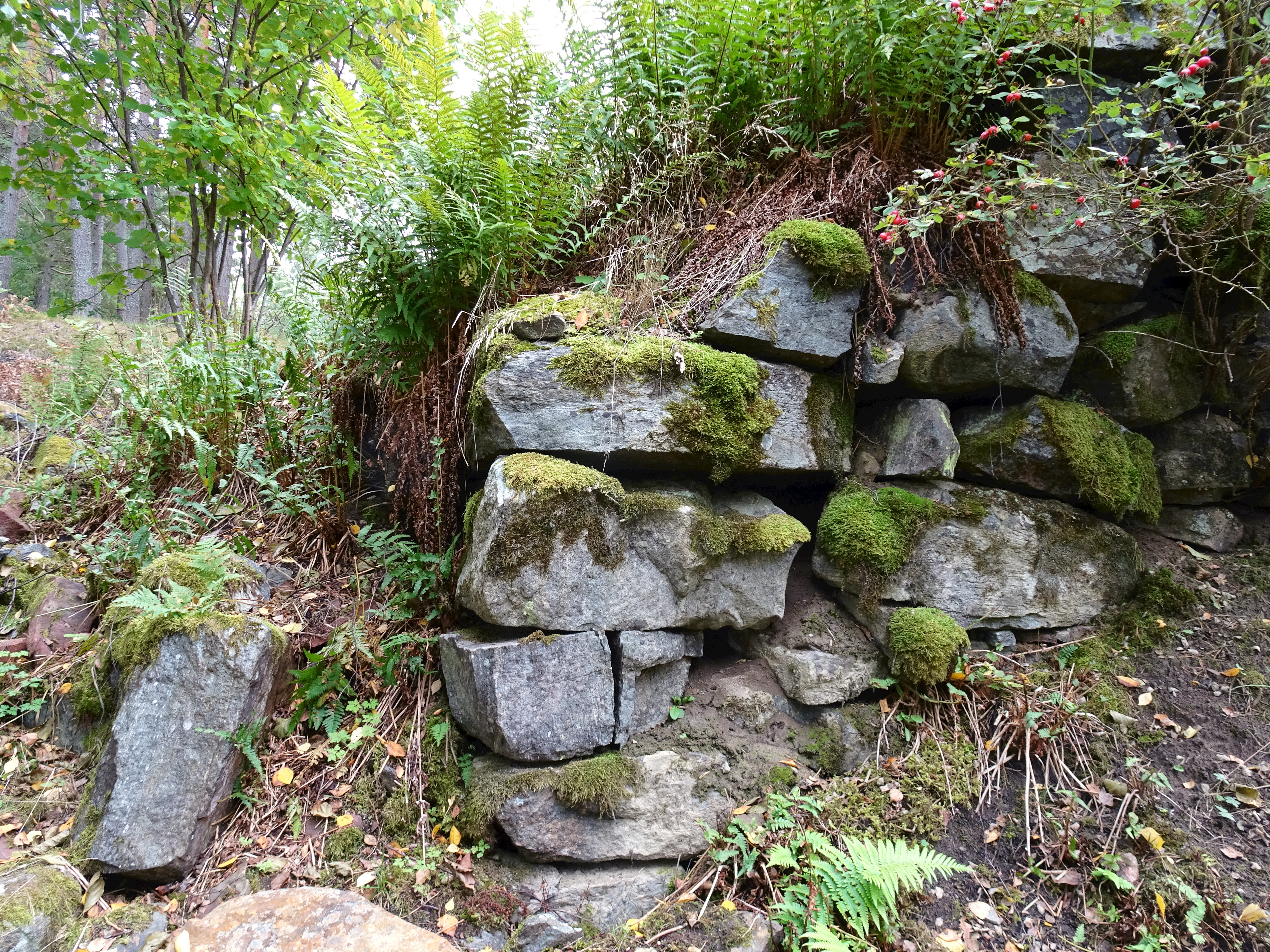
Masugnsruinen
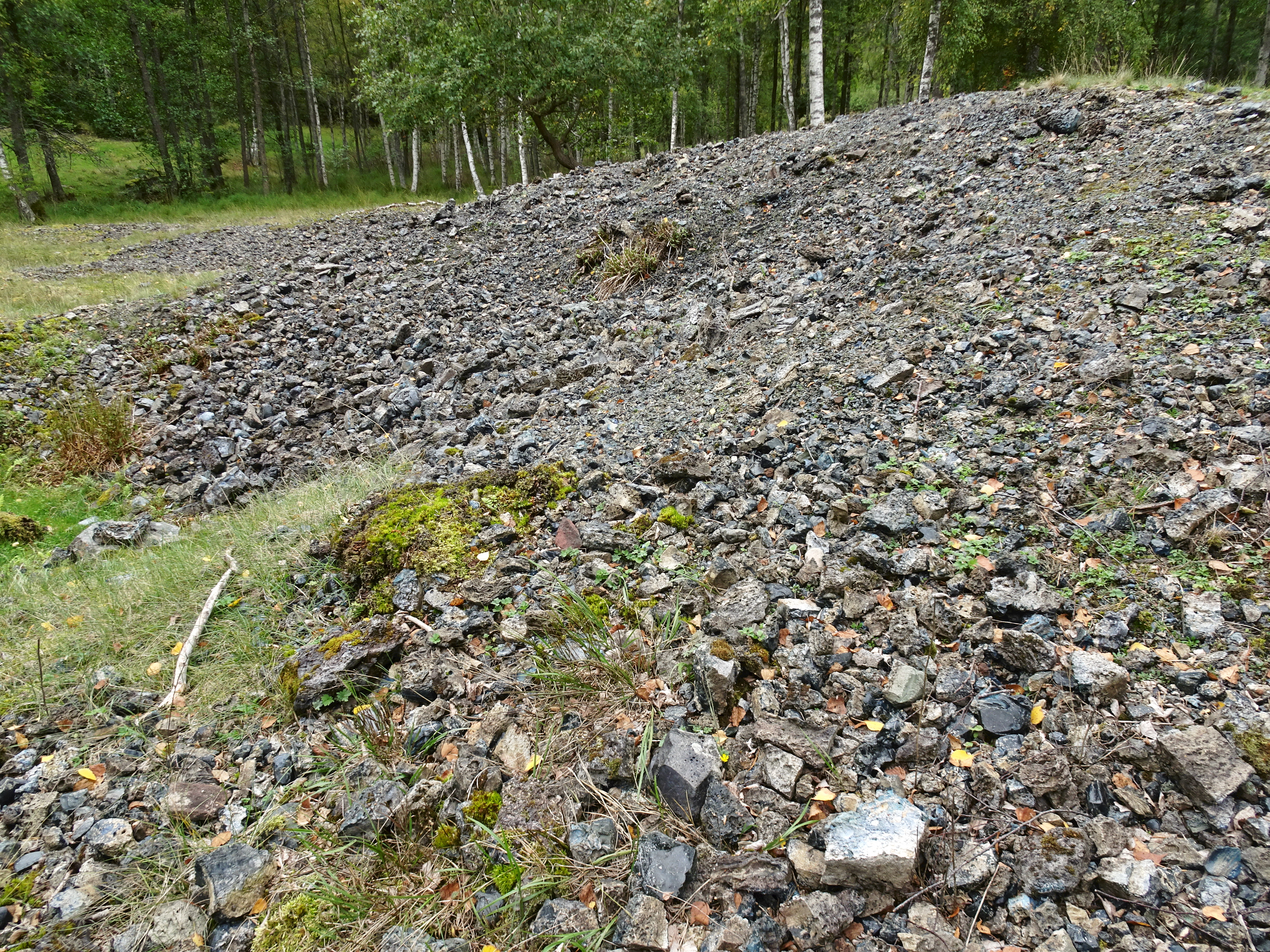
Slagghögar
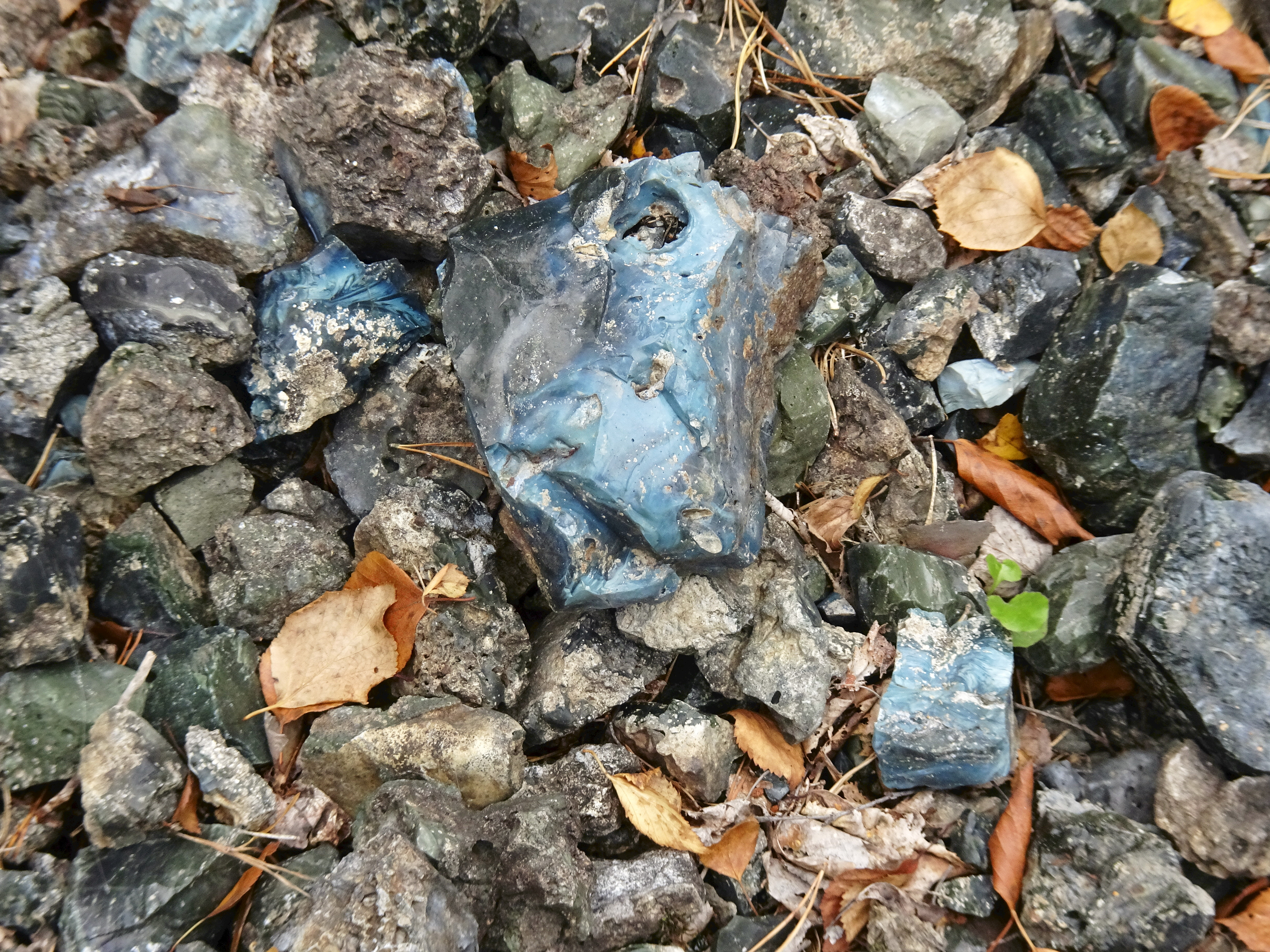
Blå slaggsten
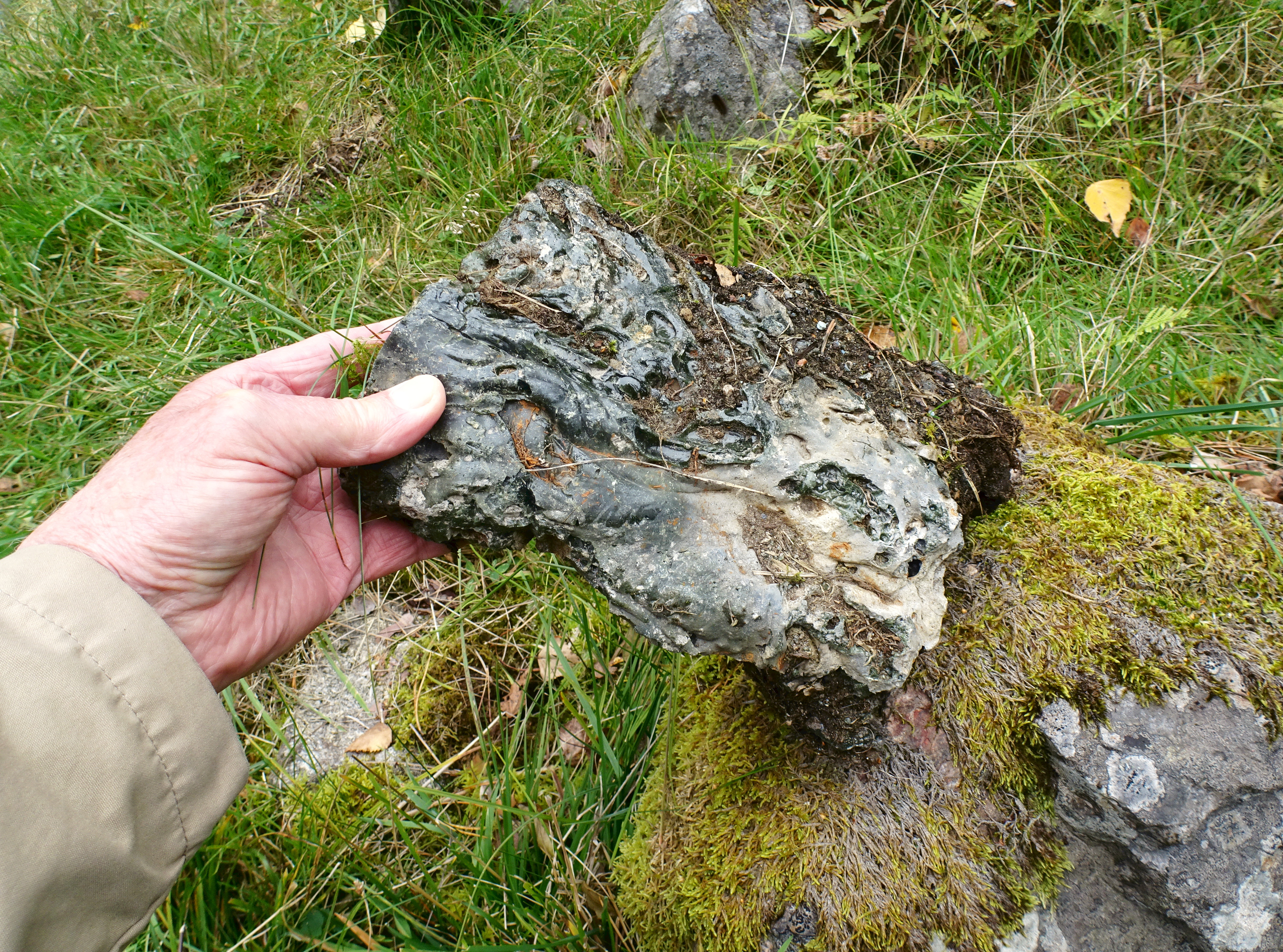
Grön slaggsten
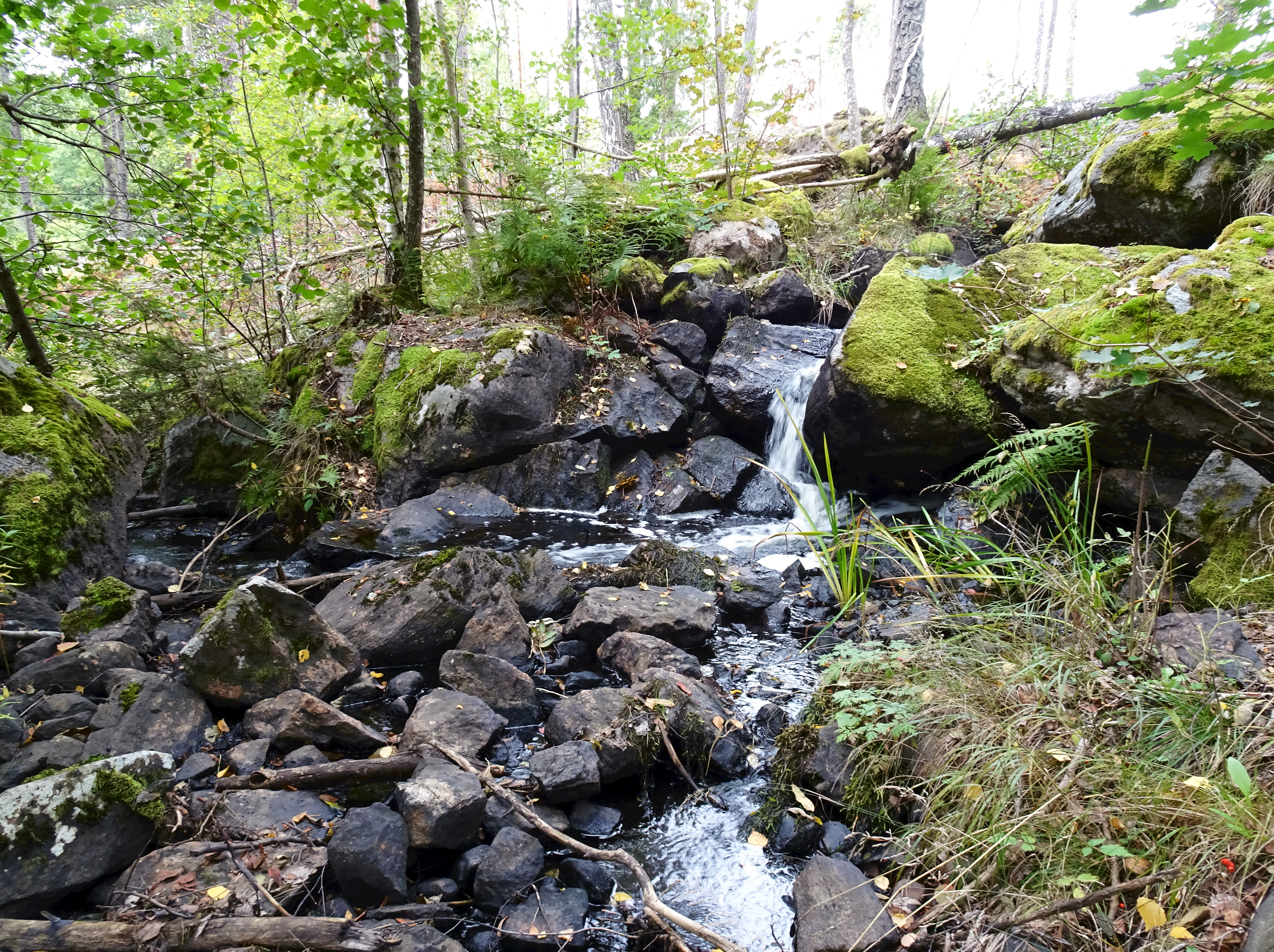
Bäcken med dammvallen